# Marina Satti
Marina Satti (em grego:  Μαρίνα Σάττι; Atenas, 26 de dezembro de 1986) é uma cantora, compositora, produtora musical e atriz  grega. A sua música caracteriza-se principalmente pela combinação de sons tradicionais gregos, árabes e balcânicos com elementos urbanos, ritmo e produção. Representou a Grécia no Festival Eurovisão da Canção de 2024 com a canção "Zari", tendo obtido o 11.º lugar na grande final.

## Inícios e estudos
Marina nasceu em Atenas, filha de pai sudanês doutor e de mãe grega engineiro quimico de Heraclião, na ilha de Creta. Os seus pais conheceram-se na faculdade de medicina de Atenas, enquanto eles estavam a estudar. Foi criada em Heraclião e, quando criança, costumava ir para o Sudão durante os verões. Tem um irmão que vive em Inglaterra e uma meia-irmã resultante do casamento posterior do pai com outra mulher, que regressou ao Sudão e mais tarde se mudou para o Egipto.
Começou a ter aulas de piano clássico desde muito cedo e de canto clássico no liceu. Inscreveu-se no Politécnico de Atenas para estudar arquitetura, por 3 anos mas não concluiu o curso. Ela foi para 2 escolas de teatro. 
Em 2008, depois de estudar com o barítono Panos Dimas, Marina obteve o primeiro grau em monódia lírica com distinção e um primeiro prémio. Um ano mais tarde, obteve uma segunda licenciatura em estudos clássicos avançados, opera,estudando também jazz no Conservatório de Nakas.Em 2012, completou 3 anos em composição de jazz e também em escrita e produção contemporânea no Berklee College of Music, nos Estados Unidos, através de uma bolsa de estudos. Entre os seus professores na Berkelee contam-se Jamie Haddad e Danilo Pérez.

## Carreira musical
Marina fez parte da Orquestra Europeia de Jazz da União Europeia de Radiodifusão. Também actuou como cantora do World Jazz Nonet no John F. Kennedy Center em Washington. Juntamente com Bobby McFerrin, formou o grupo vocal a cappella The Singing Tribe. Em 2016, Satti fundou «Fonés» (em português: «Vozes»), um grupo feminino a cappella que interpreta canções polifónicas tradicionais. Já actuaram em locais como o Teatro de Epidauro, o Odeão de Herodes Ático, a Sala de Concertos de Atenas e no Centro Cultural da Fundação Stavros Niarchos.
Em 2016, a Marina lançou o seu single «Koupes» (em português: «Copos»), que alcançou mais de 24 milhões de visualizações no YouTube e foi incluído no álbum «Buddha Bar 20 Years Anniversary» de Ravin e Bob Sinclar. Em 2017, o seu single seguinte, «Mantissa» (em português: «Vidente»), entrou no Top 100 oficial da União Europeia e no Top 40 da Bulgária e a Global Citizen nomeou-a «canção do verão». Joanna Kakissis, correspondente da NPR em Atenas, descreveu-a como: «O êxito de verão que enche uma geração de esperança».
Em 2017, Marina foi curadora de uma série de eventos culturais que levaram à formação do coro «Chόres» (pronuncia-se [ˈkores]; uma amálgama das palavras gregas «filhas» e «coros»), composto por 200 mulheres com idades entre 13 e 63 anos. Em 2020, os Chόres apresentaram canções tradicionais em locais arqueológicos.
Ela cantou em 24 desenhos animados e fez Moana e Ariel inteira  de Disney en grego.
Em junho de 2018, os Fonés apresentaram «YALLA!», um repertório de música do mundo e composições pop, bem como interpretações de música tradicional do Mediterrâneo Oriental, que foi apresentado pela primeira vez no Teatro Melina Merkouri e depois viajou para França, Inglaterra, Suíça, bem como para Tampere, na Finlândia, para a World Music Expo de 2019. Em maio de 2022, lançou o seu álbum de estreia, YENNA (em português: «NASCIMENTO»), com grande sucesso comercial e de crítica. O lançamento do álbum foi seguido de uma digressão europeia que durou mais de 4 meses. 
A 24 de Outubro de 2023, foi anunciada como a representante grega no Festival Eurovisão da Canção de 2024.

## Teatro
Trabalhou como atriz ou compositora de partituras com o Teatro Nacional da Grécia, a Ópera Nacional Grega, o Festival de Atenas, entre outros. TV, curtas-metragens e publicade.

## Discografia

### Álbuns
| Título | Detalhes |
| ------ | --- |
| Yenna  | - Lançado: a 27 de Maio de 2022 - Selo: Walnut Entertainment - Formatos: Descarregamento digital, streaming |

### Singles

#### Como artista principal
| Single                                                                                  | Ano  | Posições de topo nas tabelas | Álbum / EP        |
| Single                                                                                  | Ano  | GRE                          | Álbum / EP        |
| --------------------------------------------------------------------------------------- | ---- | ---------------------------- | ----------------- |
| "Ygro fili"                                                                             | 2008 | —                            | Kyriakodromio     |
| "Ena kalokairi"                                                                         | 2012 | —                            | Músicas sem álbum |
| "Argosvineis moni" (featuring Tareq)                                                    | 2013 | —                            | Músicas sem álbum |
| "Koúpes"                                                                                | 2016 | —                            | Músicas sem álbum |
| "Mantissa"                                                                              | 2017 | —                            | Músicas sem álbum |
| "Pali"                                                                                  | 2021 | 18                           | Yenna             |
| "Ponos krifos"                                                                          | 2021 | —                            | Yenna             |
| "Yiati pouli m' (Den kelaidis)"                                                         | 2022 | —                            | Yenna             |
| "Zeimbekiko II" (com Dionysis Savvopoulos, Mikros Kleftis, e Sotiria Bellou)            | 2023 | —                            | Músicas sem álbum |
| "Tucutum"                                                                               | 2023 | —                            | Músicas sem álbum |
| "—" indica uma gravação que não entrou nas tabelas ou não foi lançada nesse território. |      |                              |                   |

#### Como participação especial
| Single                                | Ano  | Álbum / EP                         |
| ------------------------------------- | ---- | ---------------------------------- |
| "To aroma" (Onirama ft. Marina Satti) | 2021 | Anthologio gia mikrous ke megalous |